# Narodni park Canaima
Narodni park Canaima (špansko Parque Nacional Canaima) je 30.000 km² velik park v jugovzhodni Venezueli, ki približno zaseda isto območje kot regija Gran Sabana. Je v državi Bolívar in dosega meje z Brazilijo in Gvajano.

## Zgodovina
Narodni park Canaima je bil ustanovljen 12. junija 1962.
Že leta 1990 so države, ki sodelujejo v amazonski pogodbi o sodelovanju, priporočile razširitev narodnega parka Canaima proti jugu, da bi ga povezali z nacionalnim parkom Monte Roraima v Braziliji, z usklajenim upravljanjem turizma, raziskav in ohranjanja.
Leta 1994 je Unesco vpisal narodni park Canaima na seznam svetovne dediščine kot naravni rezervat, ki ima nenavaden relief, poseben in edinstven po vsem svetu, tepuije ali mizaste gore.

## Lega
Narodni park Canaima je drugi največji park v Venezueli, za Parima-Tapirapecó, in šesti največji narodni park na svetu. Je velikosti Belgije ali Marylanda.
Park ščiti del ekoregije vlažnih gozdov Gvajanskega višavja. Približno 65 % parka zavzemajo skalne planote, imenovane tepui, ki so nekakšna mizasta gora, stara več milijonov let, z navpičnimi stenami in skoraj ravnimi vrhovi. Ti predstavljajo edinstveno biološko okolje in so tudi zelo geološko zanimivi. Njihove strme pečine in slapovi (vključno z Angelovim slapom, ki je najvišji slap na svetu, z višino 979 metrov) ustvarjajo spektakularno pokrajino. Najbolj znani tepuji v parku sta gora Roraima, najvišja in najlažja za plezanje in Auyán tepui, mesto Angelovega slapa. Tepui so iz peščenjaka in izvirajo iz časa, ko sta bili Južna Amerika in Afrika del superceline.
V parku živijo avtohtoni Indijanci Pemon, ki so del jezikovne skupine Karibov. Pemoni imajo intimen odnos s tepuji in verjamejo, da so dom duhov 'Mawari'. Park je razmeroma oddaljen, z le nekaj cest, ki povezujejo mesta. Večina prevozov znotraj parka poteka z lahkim letalom z vzletnih stez, ki so jih zgradili različni kapucinski misijoni ali peš in s kanujem. Pemoni so razvili nekaj osnovnih in luksuznih kampov, ki jih obiskujejo turisti z vsega sveta.

## Živalstvo
Canaima ima raznoliko živalstvo, ki je razporejeno po parku glede na številne okoljske dejavnike, kot sta nadmorska višina in vrsta vegetacije. Med najdenimi vrstami so:
- Veliki pasavec (Priodontes maximus)
- Orjaška vidra (Pteronura brasiliensis)
- Veliki mravljinčar (Myrmecophaga tridactyla)
- Puma (Puma concolor)
- Jaguar (Panthera onca)
- Linnejev dvoprsti lenivec (Choloepus didactylus)
- Beloglavi saki (Pithecia pithecia)
- Bradati rjavohrbti saki (Chiropotes israelita)
- Roraimska miš (Podoxymys roraimae)
- Tyleria mišji oposum (Marmosa tyleriana)
- Harpijski orel (Harpia harpyja)
- Pritlikava rdečerama ara (Diopsittaca nobilis)
- Mračna papiga (Pionus fuscus)
- Rumeno pasovna strupena žaba (Dendrobates leucomelas)
- Zeleni legvan (Iguana iguana)
- pravi kolibriji (Trochilinae)
- Tukani (Ramphastidae)
- Grmovka (Lachesis muta)
- Zeleni akuči (Myoprocta pratti)
- Gozdni pes (Speothos venaticus)

## Rastlinstvo
Samo v La Gran Sabana je več kot 300 endemičnih vrst.
Endemični rodovi so: Achnopogon, Chimantaea, Quelchia, Tepuia, Mallophyton, Adenanthe.
Številne žužkojede vrste iz rodov: Bromelijevke, Okroglolistna rosika (Drosera), Heliamfora, mešinka (Utricularia).

## Hidrografija
Park obsega celotno povodje desnega brega reke Caroní in dva najvišja slapova na svetu, Angelov slap in Kukenán, ter višinsko veliko nižje slapove.

## Površinske oblike
Edina oblika kopnega so tepui, to so planote, ki so edinstvena značilnost, med katerimi so njeni navpični in skoraj ravni vrhovi, čeprav je nekaj tepuijev, ki ne izpolnjujejo teh pravil. Geološko so ostanki sedimentnega pokrova, sestavljenega iz zelo starodavnega peščenjaka, ki je naložen na podlago iz magmatskih kamnin (predvsem granita), ki je še starejša (skoraj 3 milijarde let). Na njihovem vrhu je dom zelo velike količine zelo specifičnih endemičnih vrst, tako rastlinskih kot živalskih. Nekatere endemične rastlinske vrste so kategorizirane kot mesojede, ki so torej zaloge hrane (predvsem žuželk), ki jih je v gorah tako malo. Te imajo geološke formacije, stare od 1,5 do 2 milijardi let, kar jih uvršča med najstarejše formacije na svetu. Najbolj znani tepuiji so: Auyán tepui (z Angelovim slapom), Roraima, Kukenan in Chimantá med številnimi drugimi.

## Galerija
- Jasperjev potok
- gora Roraima
- La Gran Sabana
- Kamá slapovi
- Slapovi Canaima
- Kukenan Tepui
- Pozo Azul
- Reka v Gran Sabana